# Vallée du Tchatkal
La vallée du Tchatkal (en kirghize : Чаткал өрөөнү ; en russe : Чаткальская долина) est une vallée du Kirghizistan, dans le Tian Shan occidental. Elle se trouve dans le cours supérieur du Tchatkal, entre le massif de Pskem et le massif de Sandalach, au nord-ouest, et entre le massif du Tchatkal au sud-est. Le nord de la vallée est bordé par l'Alataou de Talas.
Elle se situe à 1 000 mètres d'altitude dans sa partie basse et jusqu'à 2 500 mètres d'altitude dans sa partie haute. On rencontre des forêts de noyers et de genévriers, des champs et des pâtures dans le fond de la vallée, ainsi que sur ses pentes abruptes. On y rencontre l'espèce Atraphaxis pyrifolia.

## Source
- (ru) Cet article est partiellement ou en totalité issu de l’article de Wikipédia en russe intitulé « Чаткальская долина » (voir la liste des auteurs).